# Fanny Hill
Memoirs of a Woman of Pleasure (1748–1749, Paměti rozkošnice), je erotický román anglického spisovatele Johna Clelanda (1709–1789), známý spíše podle jména své hlavní hrdinky Fanny Hill. Kniha je považována za první pornografický román vůbec.

## Vznik románu

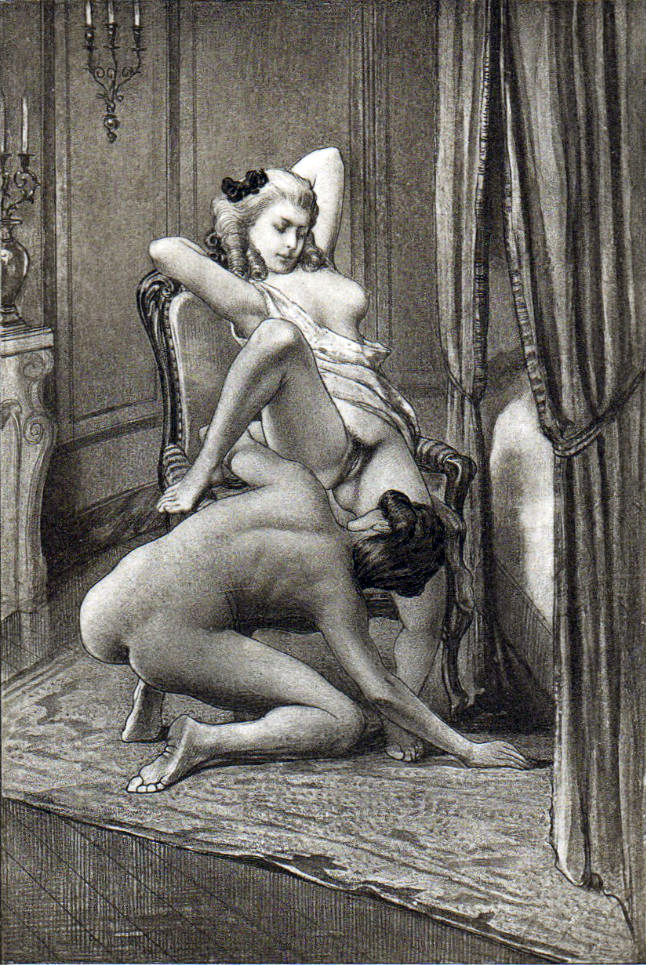
Ilustrace Édouarda-Henriho Avrila

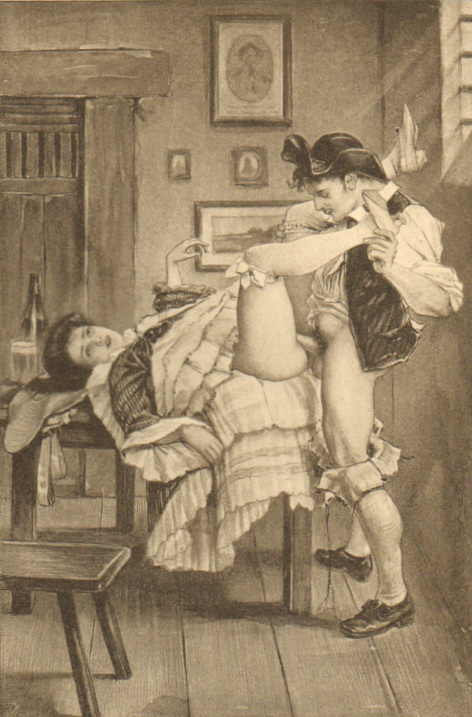
Ilustrace Édouarda-Henriho Avrila

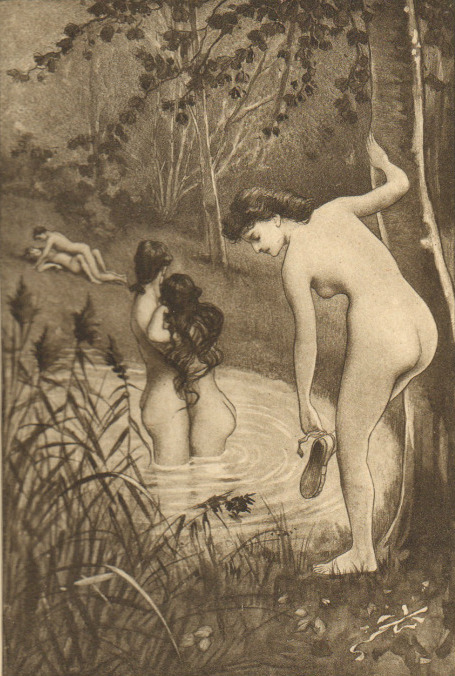
Ilustrace Édouarda-Henriho Avrila

Cleland román napsal během svého pobytu ve vězení pro dlužníky Fleet Prison, kde pro dluh 840 liber (dnes přibližně sto tisíc liber) strávil více než rok. Kniha pak vyšla ve dvou částech (první díl v listopadu 1748 a druhý v únoru 1749) a byla na svou dobu naprosto šokující. Obsahuje v první osobě vyprávěný příběh londýnské kurtizány a je zaměřena na otevřený popis lidského pohlavního styku a některých sexuálních úchylek, nikde však nepřekračuje únosnou hranici. Naopak vykazuje na svou dobu výrazné literární kvality a zobrazuje mravy tehdejší londýnské společnosti a dvojí život vážených politiků, diplomatů, státních úředníků a bohatých obchodníků. Cleland v něm rovněž vyjadřuje názor, že lidské štěstí spočívá v tělesné lásce.
Cleland byl z vězení propuštěn v březnu roku 1749, ale již v listopadu tohoto roku byl společně s vydavatelem románu znovu zatčen, neboť román vyvolal velké pobouření. Kniha byla stažena z prodeje a Cleland byl postaven před soud, na kterém se od románu distancoval a vyjádřil přání, aby byl v této podobě navždy zapomenut. Roku 1750 pak napsal silně zcenzurovanou verzi, za kterou byl opět zažalován, ale žaloba byla stažena a tato verze mohla být legálně uváděna na trh. Plný text románu nebyl ovšem více než sto let oficiálně vydán a román se šířil v nelegálních a často zkrácených a zvulgarizovaných edicích.

## Obsah románu
Román se skládá ze dvou dlouhých dopisů, ve kterých Fanny, nyní šťastná manželka milujícího manžela, popisuje své přítelkyni svůj minulý život. Jako patnáctiletá chudá venkovská dívka se Fanny vydala po smrti svých rodičů hledat obživu do Londýna. Díky své nezkušenosti nakonec skončila ve veřejném domě a byla nucena se živit prostitucí, přičemž byla důkladně zasvěcena do nejrůznějších tajů milostného aktu. Postupně však získala majetek, osobní nezávislost a nakonec i milovaného muže, čímž se vrátila k počestnému životu.

## Filmové adaptace
- Fanny Hill (1964), americký film, režie Russ Meyer, v titulní roli Letícia Románová,
- Fanny Hill (1968), švédský film, režie Mac Ahlberg, v titulní roli Diana Kjærová,
- Fanny Hill (1983), britský film, režie Gerry O'Hara, v titulní roli Lisa Fosterová,
- Paprika (1991), italský film, režie Tinto Brass, v titulní roli Debora Capriogliová,
- Fanny Hill (1995), britský film, režie Valentine Palmer, v titulní roli Cheryl Dempseyová,
- Fanny Hill (2007), britský televizní seriál, režie James Hawes, v titulní roli Rebecca Nightová.

## Česká vydání
- Fanny Hill: Memoáry nevěstky, Václav Petr, Praha 1929, přeložil Karel Jaroslav Obrátil, dva svazky (první díl vydal ještě roku 1931 jako soukromý tisk Kroužek přátel erotiky a kuriosity Život v Praze),
- Fanny Hillová: memoáry kurtizány, Iris, Praha 1991, přeložil Zdeněk Abé,
- Fanny Hill: paměti rozkošnice, Iris, Praha 1999, přeložil Karel Holman, znovu Levné knihy KMa, Praha 2003 a XYZ, Praha 2006.